# VSS Vintorez
Le VSS (en russe : Винтовка Снайперская Специальная, Vintovka Snayperskaya Spetsialnaya), aussi appelé Vintorez (« coupe-fil ») est un fusil de précision russe développé pour la première fois dans les années 1980 par TsNIITochMash.

## Caractéristiques
Ce fusil de précision intègre un silencieux et tire des munitions lourdes subsoniques SP-6 ou PAB-9 de calibre 9 × 39 mm. Le magasin comporte 10 ou 20 cartouches, qui sont tirées à une cadence jusqu'à 600 coups/min. Trois modes de tirs sont possibles : sécurité, semi-auto et automatique.

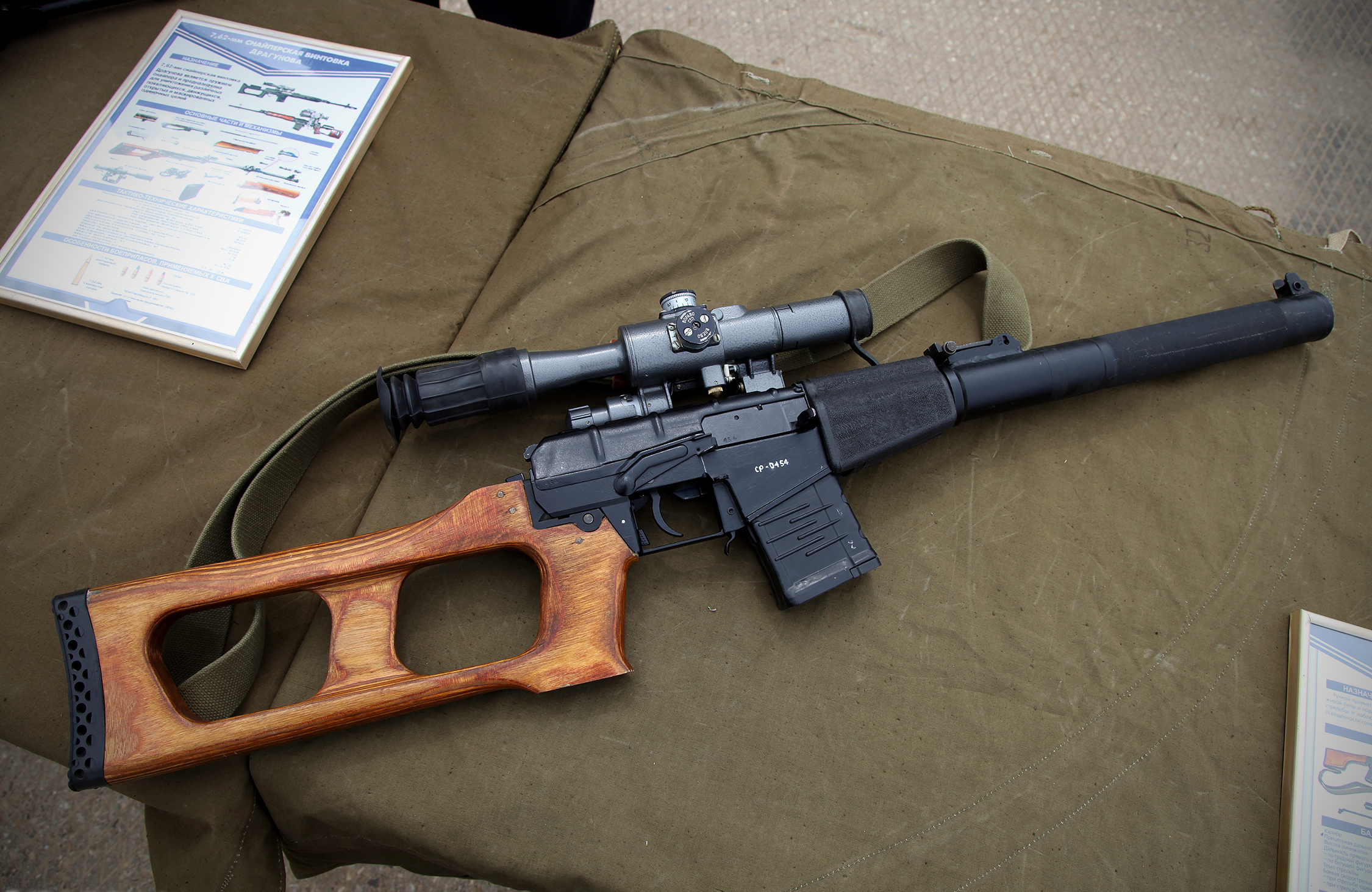
Un VSS Vintorez.
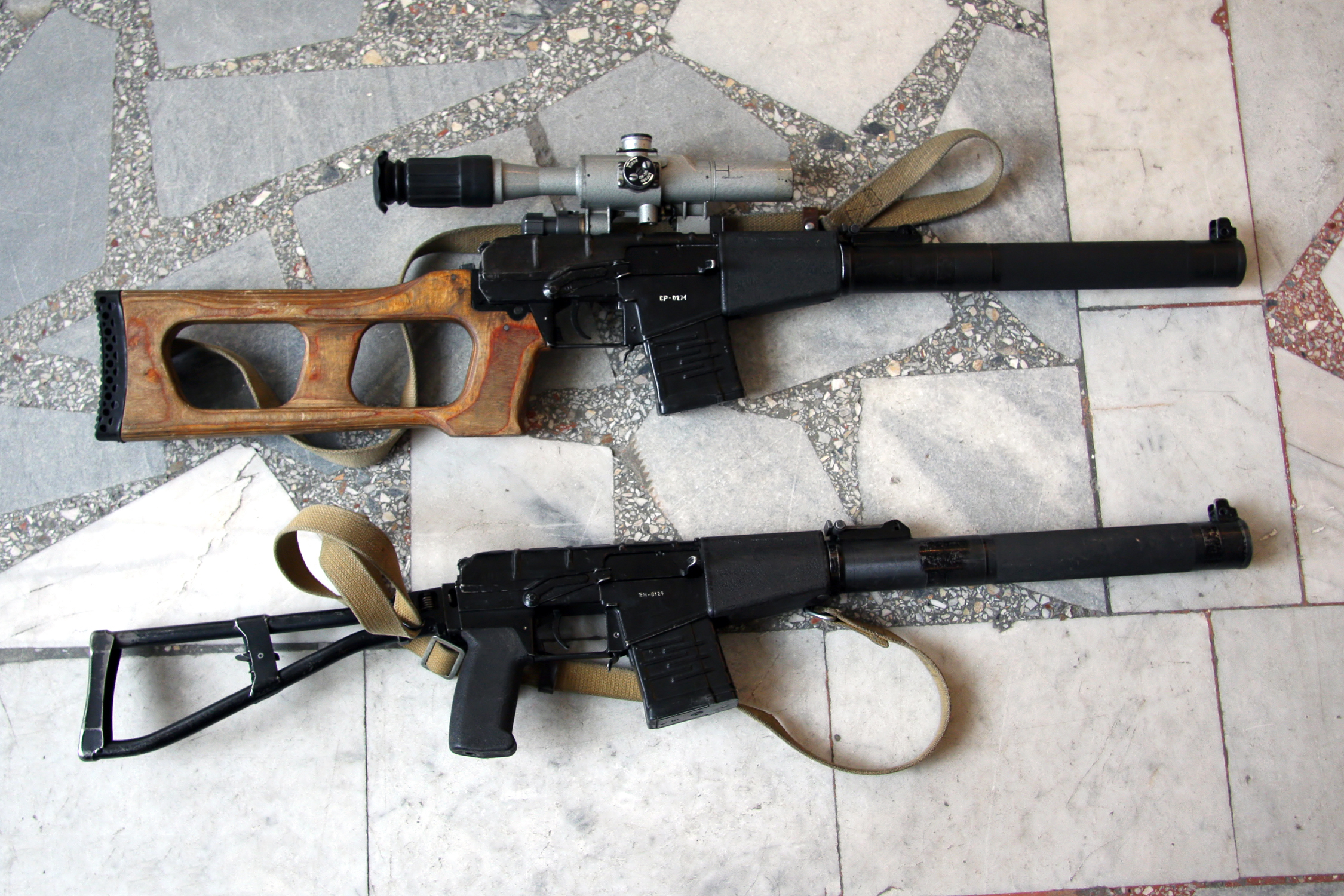
Un VSS Vintorez (en haut) et un AS Val (en bas).

## Pays utilisateurs

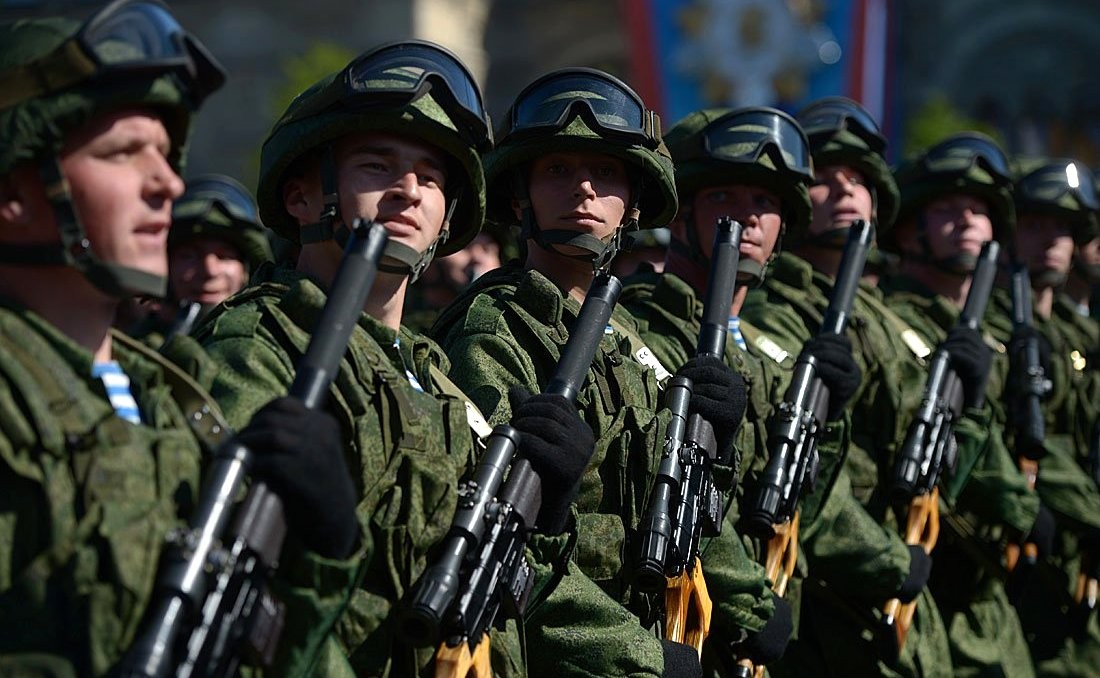
VSS portés par les commandos russes lors du.

- Arménie : une petite quantité a été reçue de la Russie entre autres armes avant 2014[1].
- Biélorussie : utilisé par diverses Forces spéciales[2].
- Géorgie : une petite quantité aurait été utilisée avant la deuxième guerre d'Ossétie du Sud (2008)[3].
- Kazakhstan[réf. souhaitée]
- Jordanie: Forces spéciales uniquement.[réf. souhaitée]
- Russie : utilisé par les Forces spéciales du Service fédéral de sécurité de la fédération de Russie (FSB)[4]. Le fusil a fait ses preuves en conditions urbaines durant les guerres de Tchétchénie.
- Union soviétique[5]

## Dans la fiction

### Littérature
Dans le roman "Citoyens clandestins" de l'écrivain français DOA, le personnage de l'agent secret Lynx utilise un VSS Vintorez.

### Jeux vidéo
Le VSS Vintorez est présent dans plusieurs jeux vidéo.
- Arena Breakout
- Arena Brekaout Infinite
- ARMA
- Battlefield Play4Free
- Battlefield 4
- Blockade 3D
- Call of Duty: Warzone
- Code of Honor: Casual Shooter
- DayZ
- Escape from Tarkov
- Garena Free Fire
- Infestation: Survivor Stories
- Last Day On Earth
- Payday 2 (« Valkyria », qui, en fonction des modifications, peut aussi être un AS Val)
- PlayerUnknown's Battlegrounds (PUBG)
- SCUM
- Sniper: Ghost Warrior 2 Limited Edition (DLC)
- S.T.A.L.K.E.R.
- Starfield
- Survarium
- Surviv.io
- Tom Clancy's Ghost Recon Phantoms (version fusil d’assaut lors de la version bêta) et Ghost Recon: Future Soldier
- Tom Clancy's Rainbow Six 3: Iron Wrath
- Tom Clancy's Splinter Cell: Blacklist
- Unturned
- Vigor
- Warface